# Ashton (East Northamptonshire)
Ashton – wieś w Anglii, w hrabstwie Northamptonshire, w dystrykcie (unitary authority) North Northamptonshire. Leży 41 km na północny wschód od miasta Northampton i 111 km na północ od Londynu.